# Weiler Bach (Rhein)
Der Weiler Bach ist ein Bach in der Stadt Hürth in Nordrhein-Westfalen. 
Der Bach entspringt im Quellhorizont der unter der ehemals hier abgebauten Braunkohle liegenden leicht zum Rheintal gekippten Tonschichten und fließt den Villehang hinab über die von Kartäusermönchen angelegten Weiler Teiche durch ein kleines Kerbtal in die Schotterflächen des Rheintals. Dort versickert er in einem Feuchtgebiet jenseits der Bonnstraße zwischen Fischenich und Brühl-Vochem.
Das Bachtal wurde in einen geschützten Landschaftsraum verwandelt,  wobei Bauern und Schrebergärtner Austauschgrundstücke erhielten. Ein Rundweg wurde angelegt.

## Schutzstatus
Der Weiler Bach  ist ein geschütztes Biotop nach § 62 Landschaftsgesetz NRW im Hürther Stadtteil Fischenich nahe dem Weilerhof an der Grenze zum Stadtteil Vochem der Stadt Brühl.
Seit 1990 ist der gesamte Bachlauf des Weiler Bachs im Landschaftsschutzgebiet "Weiler Bach" geschützt, welches 1,1 km² auf Hürther und Brühler Stadtgebiet umfasst.